# La Peza
La Peza ist eine Gemeinde in der Provinz Granada im Südosten Spaniens mit 1.107 Einwohnern (Stand: 2024). Die Gemeinde liegt in der Comarca Guadix. 

## Geografie
Die Gemeinde liegt im Zentrum der Provinz und grenzt an Cortes y Graena, Darro, Diezma, Güéjar Sierra, Lugros und Quéntar. 

## Geschichte
Die Ursprünge der Siedlung stammen aus der römischen Zeit als er Castrum Romano hieß, an einer Römerstraße lag und der Erholung sowie der Versorgung der Truppen und Reisenden diente.